# فيرونيكا بوكيتي
فيرونيكا «فيرو» بوكيت جيادان (من مواليد 9 أبريل 1987) لاعب كرة قدم غاليسيا تلعب في نركز المهاجم أو لاعب خط وسط لنادي الدرجة الأولى الإيطالي إيه سي ميلان. بالإضافة إلى بلدها الأصلي إسبانيا، لعبت بشكل احترافي لأندية في الولايات المتحدة وروسيا والسويد وفرنسا وألمانيا والصين وإيطاليا. قادت المنتخب الإسباني في أول ظهور لها في كأس العالم في عام 2015 وقادت أيضًا منتخب غاليسيا الوطني طوال تاريخهم.

## روابط خارجية
- فيرونيكا بوكيتي على موقع الاتحاد الدولي (مؤرشف)  (الإنجليزية)
- فيرونيكا بوكيتي على موقع الاتحاد الأوربي (الإنجليزية)
- فيرونيكا بوكيتي على موقع قاعدة بيانات كرة القدم.إي يو (الإنجليزية)
- فيرونيكا بوكيتي على موقع Soccerway.com (الإنجليزية)
- فيرونيكا بوكيتي على موقع عالم كرة القدم.نت (الإنجليزية)